# 전선야곡
<전선야곡>은 1952년 오리엔탈 레코드가 발매한 신세영의 음반으로 앞면에는 심연옥의 <아내의 노래>가, 뒷면에는 <전선야곡>이 있는 축음기 음반이다. 1.4 후퇴가 배경인 노래 전선야곡은
대구에서 태어난 가수 신세영은 1947년 오리엔탈 레코드가 주최한 콩쿠르 대회에서 입상하여 오리엔탈 레코드의 전속 가수로 활동하게 되었다. 방음이 되지 않았던 녹음실 때문에 통행금지로 차가 다니지 않았던 밤 12시부터 6시까지 녹음을 했었다. 그가 노래를 녹음하기 시작했을 때 그의 어머니가 사망했고, 신세영은 목이 멘 상태로 녹음을 하게 되었다. 목이 멘 상태에서 했던 녹음은 많은 호응을 받았다.
전선야곡은 박상연 감독의 2011년 영화 고지전에 삽입되었다. 고지전은 1953년 한국전쟁이 종료되기 직전 작전에 유리한 고지를 탈환하기 위해 치렀던 전투에 대해 다루고 있는 영화이다. 작중 12시간 남은 휴전을 앞두고 한국전쟁의 마지막 전투를 기다리며 각자의 진지에서 국군과 공산군 병사들이 전선야곡을 부르는 장면은 전쟁에 대한 회의와 반감을 고조시키는 역할을 한다.